# أندرو إي. جيبسون
أندرو إي. جيبسون (بالإنجليزية: Andrew E. Gibson)‏ هو مؤرخ أمريكي، ولد في 19 فبراير 1922 في نيويورك في الولايات المتحدة، وتوفي في 8 يوليو 2001 في Short Hills, New Jersey ‏ في الولايات المتحدة.